# Groß Mahner
Groß Mahner ist einer der insgesamt 31 Stadtteile der kreisfreien Stadt Salzgitter in Niedersachsen, gelegen in der Ortschaft Süd.
Groß Mahner gehörte bis zum 31. März 1942 zum Landkreis Goslar und wurde durch einen Verwaltungsakt am 1. April 1942 ein Teil der Großstadt Watenstedt-Salzgitter. Am 23. Januar 1951 wurde diese amtlich in Salzgitter umbenannt.

## Geschichte

### Geschichte des Ortsnamens
Die Entstehung von Groß Mahner wird auf das 1. bis 5. Jahrhundert datiert, damit gehört der Ort zu den ältesten Siedlungen der Region um Salzgitter. Eine erste schriftliche Erwähnung stammt von 996/97. Diese wurde in den Aufzeichnungen des Klosters Corvey, den traditiones Corbeienses, gefunden, in der die Besitztümer des Klosters verzeichnet sind – unter anderem Land auch in Manderiwesteran, so lautete der frühere Name des Ortes.
Der Ortsname mandere leitet sich nach mehrheitlicher Meinung vom indogermanischen ma-no oder ma-ni ab, was so viel wie „feucht“ oder „nass“ bedeutet und auf die Lage des Ortes in einem Feuchtgebiet hinweist. In der Folgezeit variiert der Name nur wenig, so heißt es z. B. 1152 Mandre und 1181 wird in einem Urkundenbuch ein Bürger mit dem Namen Steppo di Mandere aufgeführt. Gegen Ende des 13. Jahrhunderts wurde zur Unterscheidung zum südöstlich gelegenen Ort Klein Mahner der Zusatz „Groß“ zum Ortsnamen verwendet. So wird der Ort 1274 schon Maiorj Mandere genannt, 1281 heißt es Maius Mandere und 1304 Magno Mandere.

### Geschichte des Ortes
Um 1000 gehörte Groß Mahner zum Leragau, einem etwa 10 km breiten Gebiet, das im Norden bis an die Aller reichte und im Süden bis an den Harz. Groß Mahner gehörte hier zum Gericht Bocla (heute: Buchladen bei Schladen). Nach dessen Teilung im 14. Jahrhundert wurde der Ort dem neugegründeten Amt Liebenburg zugeordnet.
Bis 1523 war gehörte dieser Bezirk zum Hochstift Hildesheim. Dieses musste 1523 mit dem Ende der Hildesheimer Stiftsfehde einen Großteil seiner Gebiete an das Fürstentum Braunschweig-Wolfenbüttel abtreten, dazu gehörte auch Groß Mahner. Der Prozess, den das Bistum Hildesheim daraufhin vor dem Reichskammergericht um die Rückgabe seiner ehemaligen Bereiche führte, dauerte 120 Jahre. Erst 1643 wurde das Urteil gefällt und Hildesheim erhielt den größten Teil der verlorenen Gebiete wieder zugesprochen.
Als am 3. August 1802 preußische Soldaten in das Bistum Hildesheim einmarschierten, fiel das Hochstift Hildesheim und das Territorium wurde dem Königreich Preußen angegliedert. 1806 verloren die Preußen alle Gebiete westlich der Elbe an Napoleon und in der darauffolgenden Franzosenzeit gehörte Groß Mahner von 1807 bis 1813 als Commune im Canton Salzgitter des Distrikts Goslar im Departement der Oker zum Königreich Westphalen.
Nach Ende des napoleonischen Besatzung wurden auf Beschluss des Wiener Kongresses die ehemaligen Hildesheimer Gebiete dem Königreich Hannover zugeordnet. Nach der Schlacht bei Langensalza fiel das Königreich Hannover an das siegreiche Preußen. Hier lag Groß Mahner wieder im Amt Liebenburg. Zum 1. April 1885 wurde durch Zusammenlegung der Ämter Liebenburg und Wöltingerode der Landkreis Goslar gebildet, dem Groß Mahner jetzt angehörte. Seit der Gründung der Stadt Watenstedt-Salzgitter vom 1. April 1942 ist Groß Mahner ein Stadtteil von Salzgitter und bildet hier zusammen mit den Stadtteilen Salzgitter-Bad, Gitter, Hohenrode und Ringelheim die Ortschaft Süd.

### Siedlung Voßpaß
Etwa einen Kilometer nordwestlich von Groß Mahner liegt die Siedlung Voßpaß. Diese wurde nach dem Dreißigjährigen Krieg erschlossen. Damals lautete der Ortsname noch Rhoden oder Rohen, deutete also auf eine Rodung hin. Einwohnerverzeichnisse aus der Mitte des 19. Jahrhunderts weisen etwa 45 Einwohner für diese Siedlung aus. Seit Gründung der heutigen Stadt Salzgitter am 1. April 1942 gehört die Siedlung zum Stadtteil Salzgitter-Bad.

### Bevölkerungsentwicklung
Nachdem das Gebiet 1523 unter braunschweigische Herrschaft gefallen war, ließ der damalige Herrscher, Herzog Heinrich der Jüngere, für jeden Ort in seinem Bereich Erbregister anlegen, um einen Überblick über seinen Herrschaftsbereich zu erlangen. In diesem ersten Erbregister von 1548 wurden für Groß Mahner neun Ackerhöfe und neun Kothöfe genannt, zu zwei Höfen gehörte auch eine Mühle. Das erste Einwohnerverzeichnis legte 1572 der Pastor Basilius Alemann aus Liebenburg an. Es zählte 21 Familien mit insgesamt 116 Einwohnern auf. Aus der Zeit nach dem Dreißigjährigen Krieg liegt eine Kopfsteuerbescheinigung von 1664 vor, nach der es in Groß Mahner 107 steuerpflichtige Bürger (über 14 Jahre alt) gab. Die Zahl der Höfe wird unverändert mit 18 angegeben – sieben Ackerleute, zwei Halbspänner und neun Kothsassen. Die Zahl der landwirtschaftlichen Betriebe blieb bis zum Anfang des 20. Jahrhunderts nahezu unverändert. Seitdem sind vor allem die kleineren Höfe aufgegeben worden, 2010 gab es in Groß Mahner noch acht Höfe.
Die Zahl der Einwohner stieg erst Anfang des 19. Jahrhunderts an, waren es 1773 noch 112 Bewohner, so wohnten hier 1806 schon 253 Menschen. 1885 – kurz nach der Gründung einer Zuckerfabrik – hatte Groß Mahner erstmals mehr als 600 Einwohner. Nach Ende des Zweiten Weltkrieges kamen zahlreiche Flüchtlinge und Vertriebene hinzu, so dass 1950 mit 974 Einwohnern ein Höchststand erreicht wurde. Aber schon fünf Jahre später (1955) waren es nur noch 774 Einwohner. Zwischen 1955 und 2004 pendelt die Einwohnerzahl um die 700 Einwohnern, seitdem ist sie analog zum Trend von ganz Salzgitter leicht rückläufig.
| Jahr | Einwohner |
| ---- | --------- |
| 1821 | 217       |
| 1848 | 365       |
| 1871 | 442       |
| 1925 | 595       |
| 1933 | 598       |
| 1939 | 632       |
| 1946 | 968       |
| 1950 | 974       |
| 1955 | 774       |

| Jahr | Einwohner |
| ---- | --------- |
| 1960 | 618       |
| 1970 | 546       |
| 1980 | 684       |
| 1990 | 715       |
| 2000 | 697       |
| 2006 | 644       |
| 2010 | 578       |
| 2012 | 557       |
| 2014 | 542       |

| Jahr | Einwohner |
| ---- | --------- |
| 2016 | 524       |
| 2018 | 537       |
| 2019 | 538       |
| 2020 | 538       |
| 2021 | 545       |
| 2022 | 531       |
| 2023 | 519       |
| 2024 | 521       |

## Kirche

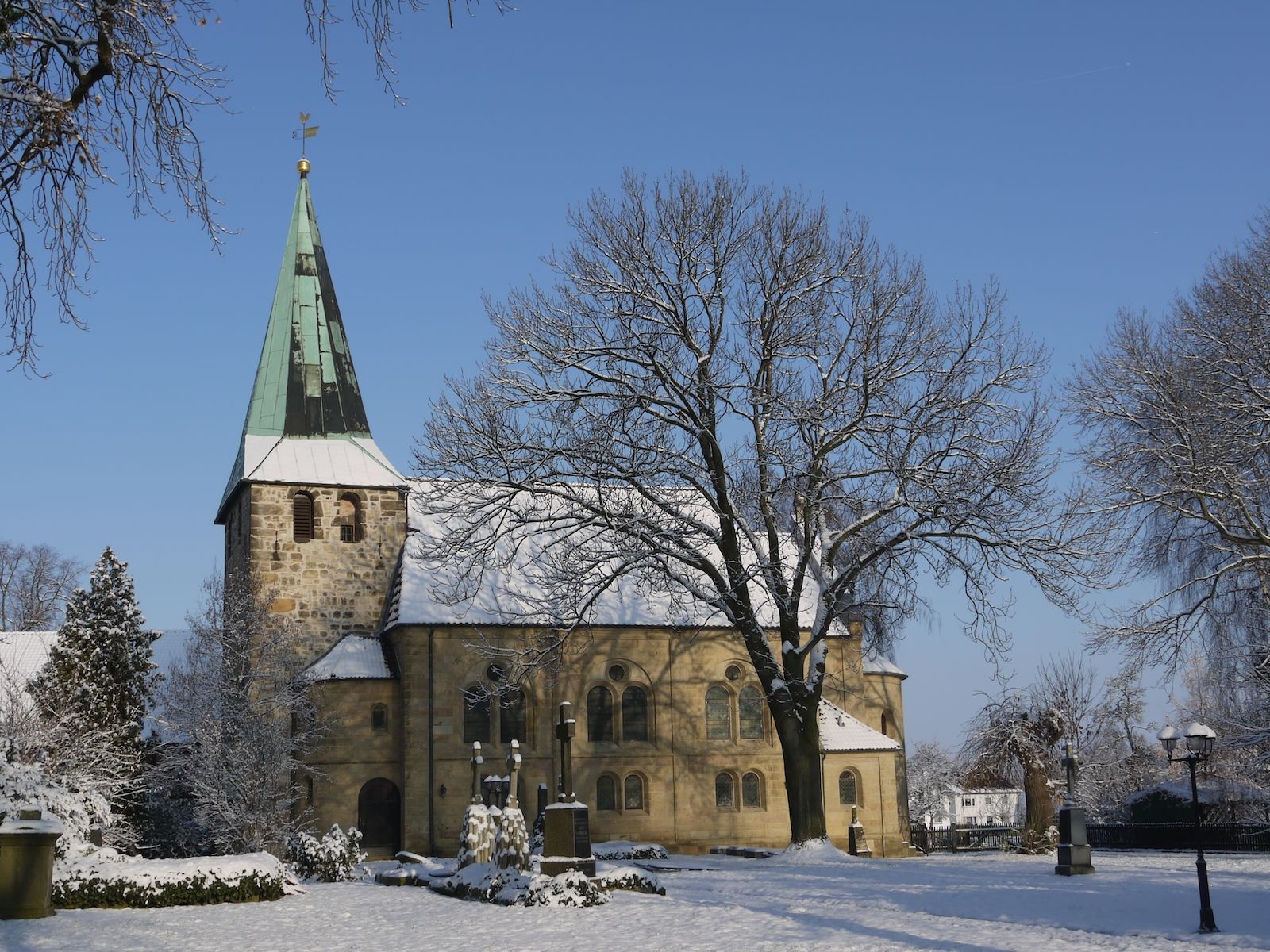
Kirche von Salzgitter-Groß Mahner

Im Jahr 1542 wurde im Lande die Reformation eingeführt, aber schon fünf Jahre später ordnete Herzog Heinrich der Jüngere nach dem Sieg Karls des V. über die Schmalkaldischen Truppen die Rückkehr zum katholischen Glauben an. Erst sein Sohn Herzog Julius, der nach ihm an die Macht gekommen war, führte 1568 die Reformation endgültig ein. Nach dem Vorbild von 1542 wurde das Fürstentum wieder in fünf Generalsuperintendenturen eingeteilt: Wolfenbüttel, Helmstedt, Gandersheim, Alfeld und Bockenem. Diese Kirchenbezirke waren weiter in Spezialsuperintendenturen unterteilt. Zu Gandersheim gehörte Salzliebenhalle (heute Teil von Salzgitter-Bad), zu dessen Bereich auch Groß Mahner zählte.
Schon 1571 wurde berichtet, dass Groß Mahner keinen eigenen Pfarrer habe, die Gemeinde wurde abwechselnd von Pfarrern aus Klein Mahner, Lewe (heute Teil von Liebenburg) und Ohlendorf betreut. Bis 2022 gehörte Groß Mahner zur Propstei Salzgitter-Bad und bildet zusammen mit Flachstöckheim, Flöthe und Ohlendorf einen Pfarrverband. Seit 2023 gehört die Kirche von Groß Mahner zusammen mit den evangelischen Gemeinden von Salzgitter-Bad und Gitter-Hohenrode zur „Evangelisch-lutherischen Kirchengemeinde TRINITATIS in Salzgitter-Bad“.
Wann genau die Kirche in Groß Mahner erbaut wurde, ist nicht bekannt. Eine erste Erwähnung der Kirche stammt aber von 1239. Nach den Berichten der Kirchenvisitationen des 16. Jahrhunderts gibt es erst aus dem 19. Jahrhundert wieder Informationen zum baulichen Zustand des Kirchengebäudes. Schon 1844 wurden wegen des schlechten Zustandes der Kirche Überlegungen für einen Neubau angestellt, die jedoch wegen fehlender Geldmittel noch nicht umgesetzt werden konnten. 1891 wurde dann der Neubau der Kirche ausgeschrieben, die Bauarbeiten begannen nach Pfingsten 1893 und bereits sechs Monate später wurde am 3. Advent 1893 das neue Kirchengebäude eingeweiht. Dieses wird von der Gemeinde noch heute genutzt.

## Politik

### Wappen
Beschreibung: Das Wappen zeigt im geteilten Schild ein rot-silbernes Schach und ein von einem Kreuz durchzogenes goldenes Oval.
Das rot-weißen Felder im oberen Teil des Wappens erinnern an die 18 Höfe, die im ersten Erbregister von 1548 aufgeführt wurden. Rot-Weiß waren auch die Farben der Herren von Mahner, die vom 12. bis zum 15. Jahrhundert in Groß Mahner saßen. Das Oval im unteren Feld steht für den ovalen Wallgraben, von dem das Dorf einst umflossen war und der als Verteidigungsanlage angelegt war. Noch heute ist dieser ovale Ring im Straßenverlauf von Nord- und Südring zu erkennen. Die den Ort querenden Wege werden durch das Kreuz dargestellt. Das Kreuz steht auch für das Bistum Hildesheim, dem Groß Mahner von 12. bis zum Beginn des 19. Jahrhunderts angehörte. Die Farben Grün und Gold stehen für den Getreide- und Zuckerrübenanbau, den früherer Hauptwirtschaftszweig des Ortes.
Das Wappen wurde im Dezember 2004 von einer Bürgerversammlung als Ortswappen von Salzgitter-Groß Mahner angenommen.